# Lady Madonna
〈Lady Madonna〉는 폴 매카트니가 작곡한 비틀즈의 곡으로, 레논-매카트니에게 인정받았다. 1968년 3월, 그 곡은 〈The Inner Light〉를 뒷받침하는 모노 싱글로 발매되었다. 이 곡은 1968년 2월 3일과 6일 비틀즈가 인도로 떠나기 전에 녹음되었으며, 리듬 앤 블루스 영감을 받은 스타일은 2년간의 환각적 실험 후에 그룹을 위해 가사 쓰기와 녹음에 대한 "기본으로 돌아가기" 접근 방식을 의미했다.
이 싱글은 밴드가 영국의 팔로폰에서 마지막으로 발매한 곡으로, 3월 27일부터 2주간 1위에 올랐고, 미국의 캐피틀 레코드는 3월 23일에 끝나는 주 동안 빌보드 핫 100에서 23위로 데뷔하여 4월 20일부터 5월 4일까지 4위에 올랐다. 1968년 8월 〈Hey Jude〉를 시작으로 1970년대 후반 캐피틀과 팔로폰이 낡은 소재를 다시 발표하기 전까지 EMI 유통을 받으며 후속 발매된 모든 음반은 자체 레이블인 애플 레코드로 발매되었다. 이 곡이 스테레오로 첫 음반에 등장한 것은 1970년 컬렉션 《Hey Jude》에 있었다.